# Nyikolaj Sztyepanovics Gumiljov
Nyikolaj Sztyepanovics Gumiljov (oroszul: Николай Степанович Гумилёв; Kronstadt, 1886. április 15. – 1921. augusztus 24.) orosz költő, az akmeista irányzat vezetője. A szovjet kommunista diktatúrának esett áldozatául. Az ő és Anna Ahmatova költőnő fia Lev Nyikolajevics Gumiljov, a neves történész.

## Pályája
Sztyepan Jakovlevics Gumiljov (1836–1920) hajóorvos és Anna Ivanovna Lvova (1854–1942) fia. Carszkoje Szelo gimnáziumában tanult, ahol Innokentyij Annyenszkij szimbolista költő is tanította. Az ő hatására fordult a költészet felé.
Első kiadott műve a Városokból erdőbe futok című vers volt (oroszul Я в лес бежал из городов) (1902). Első verseskötete Konkvisztádorok útja címen 1905-ben jelent meg. Olyan egzotikus témákról írt, mint a Csád-tó zsiráfjai, vagy Caracalla császár krokodiljai. Bár ekkor még büszke volt a kötetre, a kritikusok fanyalogtak, és később maga Gumiljov is inasmunkának nevezte a könyvet.
1907-től sokat utazott Európában, nevezetesen Franciaországban és Olaszországban. 1908-ban jelent meg új versgyűjteménye, a Romantikus virágok. Párizsban Sziriusz címen irodalmi folyóiratot is kiadott, de csak három szám jelent meg. Oroszországba visszatérve az Apollon folyóiratot szerkesztette és írta. Ekkor „esett szerelembe” egy csak az Appolonban publikált, levélben küldött verseiből ismert nővel, Cherubina de Gabriak bárónővel, akivel érzelmes levelezésbe kezdtek. Később azonban kiderült, hogy Cherubina de Gabriak nem létezik, a verseket egy beteges költőnő, Jelizaveta Ivanovna Dmitrijeva írta közösen Makszimilian Volosin költővel. Gumiljov úgy feldühödött, hogy párbajra hívta ki Volosint (aki azonban a helyszínen elszabotálta a párbajt).
Mint Flaubert és Rimbaud, Gumiljov is imádta Afrikát, és csaknem minden évben odautazott. Etiópiában oroszlánra vadászott, és afrikai antropológiai és néprajzi gyűjteménnyel ajándékozta meg a szentpétervári múzeumot. A sátor című kötete (1921) afrikai témákról írott legjobb verseit tartalmazta.

## Magyarul
- Nyikolaj Gumiljov versei. Baka István fordításában; vál., utószó Szalma Natália; JATE Szláv Filológiai Tanszék, Szeged, 1995